# Olympische Sommerspiele 2016/Teilnehmer (Litauen)
| Gelbes Symbol für Goldmedaillen mit stilisierten Olympischen Ringen | Graues Symbol für Silbermedaillen mit stilisierten Olympischen Ringen | Braundes Symbol für Bronzemedaillen mit stilisierten Olympischen Ringen |
| ------------------------------------------------------------------- | --------------------------------------------------------------------- | ----------------------------------------------------------------------- |
| —                                                                   | 1                                                                     | 3                                                                       |

Litauen nahm an den Olympischen Spielen 2016 in Rio de Janeiro teil. Es war die insgesamt 9. Teilnahme an Olympischen Sommerspielen. Das Lietuvos tautinis olimpinis komitetas nominierte 68 Athleten in 16 Sportarten. Die erneut im Aufgebot genannte Pentathletin Laura Asadauskaitė-Zadneprovskienė (Gold), die Schwimmerin Rūta Meilutytė (Gold) und der Boxer Evaldas Petrauskas (Bronze) hatten bereits bei den Olympischen Spielen 2012 Medaillen gewonnen. Die Badmintonspielerin Akvilė Stapušaitytė trat trotz Nominierung nicht an.

## Teilnehmer nach Sportarten

### Basketball
| Wettbewerb    | Männer |
| ------------- | --- |
| Athleten      | Mantas Kalnietis Marius Grigonis Adas Juškevičius Renaldas Seibutis Mindaugas Kuzminskas Edgaras Ulanovas Paulius Jankūnas Domantas Sabonis Robertas Javtokas Antanas Kavaliauskas Jonas Valančiūnas |
| Trainer       | Jonas Kazlauskas |
| Gruppenphase  | Brasilien (82:76) Nigeria (89:80) Argentinien (81:73) Spanien (59:109) Kroatien (81:90) |
| Viertelfinale | Australien (64:90) |
| Halbfinale    | ausgeschieden |
| Finale        | ausgeschieden |
| Platzierung   | 5. Platz |

### Boxen
| Athleten           | Wettbewerb                  | 1. Runde    | 1. Runde | Achtelfinale     | Achtelfinale  | Viertelfinale | Viertelfinale | Halbfinale    | Halbfinale    | Finale        | Finale        | Rang          |
| Athleten           | Wettbewerb                  | Gegner      | Ergebnis | Gegner           | Ergebnis      | Gegner        | Ergebnis      | Gegner        | Ergebnis      | Gegner        | Ergebnis      | Rang          |
| ------------------ | --------------------------- | ----------- | -------- | ---------------- | ------------- | ------------- | ------------- | ------------- | ------------- | ------------- | ------------- | ------------- |
| Männer             |                             |             |          |                  |               |               |               |               |               |               |               |               |
| Evaldas Petrauskas | Halbweltergewicht bis 64 kg | Manoj Kumar | 1:2      | ausgeschieden    | ausgeschieden | ausgeschieden | ausgeschieden | ausgeschieden | ausgeschieden | ausgeschieden | ausgeschieden | ausgeschieden |
| Eimantas Stanionis | Weltergewicht bis 69 kg     | Liu Wei     | 3:0      | Shaxram Gʻiyosov | 0:3           | ausgeschieden | ausgeschieden | ausgeschieden | ausgeschieden | ausgeschieden | ausgeschieden | ausgeschieden |

### Gewichtheben
| Athleten          | Wettbewerb       | Reißen  | Reißen | Stoßen  | Stoßen | Zweikampf | Zweikampf | Rang   |
| Athleten          | Wettbewerb       | Gewicht | Rang   | Gewicht | Rang   | Gewicht   | Rang      | Rang   |
| ----------------- | ---------------- | ------- | ------ | ------- | ------ | --------- | --------- | ------ |
| Männer            |                  |         |        |         |        |           |           |        |
| Aurimas Didžbalis | Klasse bis 94 kg | 177 kg  | 2      | 215 kg  | 3      | 392 kg    | 3         | Bronze |

### Judo
| Athleten       | Wettbewerb | 1. Runde | 1. Runde | 2. Runde  | 2. Runde    | Viertelfinale | Viertelfinale | Halbfinale / Trostrunde | Halbfinale / Trostrunde | Finale / Platz 3 | Finale / Platz 3 | Rang |
| Athleten       | Wettbewerb | Gegner   | Ergebnis | Gegner    | Ergebnis    | Gegner        | Ergebnis      | Gegner                  | Ergebnis                | Gegner           | Ergebnis         | Rang |
| -------------- | ---------- | -------- | -------- | --------- | ----------- | ------------- | ------------- | ----------------------- | ----------------------- | ---------------- | ---------------- | ---- |
| Frauen         |            |          |          |           |             |               |               |                         |                         |                  |                  |      |
| Santa Pakenytė | über 78 kg | Freilos  | Freilos  | K. Yamabe | 000s0:100s1 | ausgeschieden | ausgeschieden | ausgeschieden           | ausgeschieden           | ausgeschieden    | ausgeschieden    | 9    |

### Kanu

#### Kanurennsport
| Athleten                           | Wettbewerb | Vorlauf      | Vorlauf | Halbfinale   | Halbfinale | Finale       | Finale | Rang   |
| Athleten                           | Wettbewerb | Zeit         | Rang    | Zeit         | Rang       | Zeit         | Rang   | Rang   |
| ---------------------------------- | ---------- | ------------ | ------- | ------------ | ---------- | ------------ | ------ | ------ |
| Männer                             |            |              |         |              |            |              |        |        |
| Ignas Navakauskas                  | K-1 200 m  | 35,144 s     | 4       | 35,168 s     | 5          | 37,075 s     | 9      | 9      |
| Henrikas Žustautas                 | C-1 200 m  | 40,048 s     | 2       | 41,187 s     | 6          | 40,230 s     | 11     | 11     |
| Aurimas Lankas Edvinas Ramanauskas | K-2 200 m  | 31,755 s     | 1       | –            | –          | 32,382 s     | 3      | Bronze |
| Ričardas Nekriošius Andrej Olijnik | K-2 1000 m | 3:24,246 min | 3       | 3:18,526 min | 2          | 3:14,748 min | 5      | 5      |

### Leichtathletik
Laufen und Gehen 
| Athleten                   | Wettbewerb  | Runde 1     | Runde 1 | Halbfinale    | Halbfinale    | Finale        | Finale        | Rang |
| Athleten                   | Wettbewerb  | Zeit        | Rang    | Zeit          | Rang          | Zeit          | Rang          | Rang |
| -------------------------- | ----------- | ----------- | ------- | ------------- | ------------- | ------------- | ------------- | ---- |
| Frauen                     |             |             |         |               |               |               |               |      |
| Eglė Balčiūnaitė           | 800 m       | 2:02,98 min | 48      | ausgeschieden | ausgeschieden | ausgeschieden | ausgeschieden | 48   |
| Rasa Drazdauskaitė         | Marathon    | –           | –       | –             | –             | 2:35:50 h     | 37            | 37   |
| Diana Lobačevskė           | Marathon    | –           | –       | –             | –             | 2:30:48 h     | 17            | 17   |
| Vaida Žūsinaitė            | Marathon    | –           | –       | –             | –             | 2:35:53 h     | 38            | 38   |
| Neringa Aidietytė          | 20 km Gehen | –           | –       | –             | –             | nicht beendet | nicht beendet | –    |
| Živilė Vaiciukevičiūtė     | 20 km Gehen | –           | –       | –             | –             | 1:41:28 h     | 56            | 56   |
| Brigita Virbalytė-Dimšienė | 20 km Gehen | –           | –       | –             | –             | 1:35:11 h     | 29            | 29   |
| Männer                     |             |             |         |               |               |               |               |      |
| Valdas Dopolskas           | Marathon    | –           | –       | –             | –             | 2:28:21 h     | 111           | 111  |
| Remigijus Kančys           | Marathon    | –           | –       | –             | –             | 2:21:10 h     | 75            | 75   |
| Marius Šavelskis           | 20 km Gehen | –           | –       | –             | –             | 1:29:26 h     | 59            | 59   |
| Marius Žiūkas              | 20 km Gehen | –           | –       | –             | –             | 1:22:27 h     | 26            | 26   |
| Arturas Mastianica         | 50 km Gehen | –           | –       | –             | –             | nicht beendet | nicht beendet | –    |
| Tadas Šuškevičius          | 50 km Gehen | –           | –       | –             | –             | 4:04:10 h     | 33            | 33   |

 Springen und Werfen 
| Athleten          | Wettbewerb | Qualifikation | Qualifikation | Finale     | Finale | Rang |
| Athleten          | Wettbewerb | Weite/Höhe    | Rang          | Weite/Höhe | Rang   | Rang |
| ----------------- | ---------- | ------------- | ------------- | ---------- | ------ | ---- |
| Frauen            |            |               |               |            |        |      |
| Airinė Palšytė    | Hochsprung | 1,94 m        | 11            | 1,88 m     | 13     | 13   |
| Zinaida Sendriūtė | Diskuswurf | 60,79 m       | 11            | 61,89 m    | 10     | 10   |
| Männer            |            |               |               |            |        |      |
| Andrius Gudžius   | Diskuswurf | 65,18 m       | 4             | 60,66 m    | 12     | 12   |

### Moderner Fünfkampf
| Athleten                           | Fechten | Fechten | Schwimmen   | Schwimmen | Reiten     | Reiten | Combined     | Combined | Punkte | Rang |
| Athleten                           | Bilanz  | Punkte  | Zeit        | Punkte    | Zeit       | Punkte | Zeit         | Punkte   | Punkte | Rang |
| ---------------------------------- | ------- | ------- | ----------- | --------- | ---------- | ------ | ------------ | -------- | ------ | ---- |
| Frauen                             |         |         |             |           |            |        |              |          |        |      |
| Laura Asadauskaitė-Zadneprovskienė | 19:16   | 216     | 2:21,01 min | 277       | eliminiert | 0      | 12:01,01 min | 579      | 1072   | 30   |
| Ieva Serapinaitė                   | 15:20   | 190     | 2:14,43 min | 297       | 35         | 265    | 14:29,68 min | 431      | 1183   | 28   |
| Männer                             |         |         |             |           |            |        |              |          |        |      |
| Justinas Kinderis                  | 18:17   | 211     | 2:06,84 min | 320       | eliminiert | 0      | 11:27,33 min | 613      | 1144   | 34   |

### Radsport

#### Bahn
| Athleten           | Wettbewerb | Qualifikation | Qualifikation | Finals      | Finals | Rang |
| Athleten           | Wettbewerb | Zeit          | Rang          | Zeit        | Rang   | Rang |
| ------------------ | ---------- | ------------- | ------------- | ----------- | ------ | ---- |
| Frauen             |            |               |               |             |        |      |
| Simona Krupeckaitė | Sprint     |               |               | Finale 5–8  | 3      | 7    |
| Simona Krupeckaitė | Keirin     |               |               | Finale 7–12 | 6      | 12   |

#### Straße
| Athleten             | Wettbewerb    | Zeit      | Rang |
| -------------------- | ------------- | --------- | ---- |
| Frauen               |               |           |      |
| Daiva Tušlaitė       | Straßenrennen | 3:58:34 h | 34   |
| Männer               |               |           |      |
| Ignatas Konovalovas  | Straßenrennen | 6:41:52 h | 65   |
| Ramūnas Navardauskas | Straßenrennen | 6:22:23 h | 35   |

### Ringen
| Athleten                         | Wettbewerb       | 1. Runde      | 1. Runde | Achtelfinale  | Achtelfinale  | Viertelfinale | Viertelfinale | Halbfinale    | Halbfinale    | Hoffnungsrunde Viertelfinale | Hoffnungsrunde Viertelfinale | Hoffnungsrunde Halbfinale | Hoffnungsrunde Halbfinale | Hoffnungsrunde Finale | Hoffnungsrunde Finale | Finale        | Finale        | Rang |
| Athleten                         | Wettbewerb       | Gegner        | Ergebnis | Gegner        | Ergebnis      | Gegner        | Ergebnis      | Gegner        | Ergebnis      | Gegner                       | Ergebnis                     | Gegner                    | Ergebnis                  | Gegner                | Ergebnis              | Gegner        | Ergebnis      | Rang |
| -------------------------------- | ---------------- | ------------- | -------- | ------------- | ------------- | ------------- | ------------- | ------------- | ------------- | ---------------------------- | ---------------------------- | ------------------------- | ------------------------- | --------------------- | --------------------- | ------------- | ------------- | ---- |
| griechisch-römischer Stil Männer |                  |               |          |               |               |               |               |               |               |                              |                              |                           |                           |                       |                       |               |               |      |
| Edgaras Venckaitis               | Klasse bis 66 kg | Frank Stäbler | 1:3      | ausgeschieden | ausgeschieden | ausgeschieden | ausgeschieden | ausgeschieden | ausgeschieden | ausgeschieden                | ausgeschieden                | ausgeschieden             | ausgeschieden             | ausgeschieden         | ausgeschieden         | ausgeschieden | ausgeschieden | 11   |

### Rudern
| Athleten                                                                       | Wettbewerb   | Vorlauf     | Vorlauf | Vorlauf       | Hoffnungslauf | Hoffnungslauf | Hoffnungslauf | Viertelfinale | Viertelfinale | Viertelfinale | Halbfinale  | Halbfinale | Halbfinale    | Finale      | Finale | Rang   |
| Athleten                                                                       | Wettbewerb   | Zeit        | Platz   | Qualifikation | Zeit          | Platz         | Qualifikation | Zeit          | Platz         | Qualifikation | Zeit        | Platz      | Qualifikation | Zeit        | Platz  | Rang   |
| ------------------------------------------------------------------------------ | ------------ | ----------- | ------- | ------------- | ------------- | ------------- | ------------- | ------------- | ------------- | ------------- | ----------- | ---------- | ------------- | ----------- | ------ | ------ |
| Frauen                                                                         |              |             |         |               |               |               |               |               |               |               |             |            |               |             |        |        |
| Lina Šaltytė                                                                   | Einer        | 8:35,92 min | 3       | Viertelfinale | –             | –             | –             | 7:38,39 min   | 5             | Halbfinale C  | 7:55,57 min | 1          | C-Finale      | 7:30,38 min | 2      | 14     |
| Milda Valčiukaitė Donata Vištartaitė                                           | Doppelzweier | 7:04,82 min | 1       | Halbfinale    | –             | –             | –             | –             | –             | –             | 6:52,46 min | 2          | Finale        | 7:43,76 min | 3      | Bronze |
| Männer                                                                         |              |             |         |               |               |               |               |               |               |               |             |            |               |             |        |        |
| Armandas Kelmelis                                                              | Einer        | 7:34,59 min | 5       | Hoffnungslauf | 7:13,36 min   | 1             | Viertelfinale | 7:04,67 min   | 5             | Halbfinale C  | 7:20,72 min | 4          | D-Finale      | 7:00,72 min | 1      | 19     |
| Mindaugas Griškonis Saulius Ritter                                             | Doppelzweier | 6:29,11 min | 1       | Halbfinale    | –             | –             | –             | –             | –             | –             | 6:14,61 min | 1          | Finale        | 6:51,39 min | 2      | Silber |
| Aurimas Adomavičius Martynas Džiaugys Dominykas Jančionis Dovydas Nemeravičius | Doppelvierer | 5:58,70 min | 5       | Hoffnungslauf | 5:55,78 min   | 3             | B-Finale      | –             | –             | –             | –           | –          | –             | 6:15,16 min | 3      | 9      |

### Schießen
| Athleten           | Wettbewerb | Qualifikation   | Qualifikation | Finale          | Finale        | Ringe/ Scheiben | Rang |
| Athleten           | Wettbewerb | Ringe/ Scheiben | Rang          | Ringe/ Scheiben | Rang          | Ringe/ Scheiben | Rang |
| ------------------ | ---------- | --------------- | ------------- | --------------- | ------------- | --------------- | ---- |
| Männer             |            |                 |               |                 |               |                 |      |
| Ronaldas Račinskas | Skeet      | 112             | 30            | ausgeschieden   | ausgeschieden | 112             | 30   |

### Schwimmen
| Athleten                                                         | Wettbewerb              | Vorlauf     | Vorlauf | Halbfinale  | Halbfinale | Finale        | Finale        | Rang |
| Athleten                                                         | Wettbewerb              | Zeit        | Rang    | Zeit        | Rang       | Zeit          | Rang          | Rang |
| ---------------------------------------------------------------- | ----------------------- | ----------- | ------- | ----------- | ---------- | ------------- | ------------- | ---- |
| Frauen                                                           |                         |             |         |             |            |               |               |      |
| Rūta Meilutytė                                                   | 100 m Brust             | 1:06,35 min | 4       | 1:06,44 min | 4          | 1:07,32 min   | 7             | 7    |
| Männer                                                           |                         |             |         |             |            |               |               |      |
| Simonas Bilis                                                    | 50 m Freistil           | 22,01 s     | 14      | 21,71 s     | 6          | 22,08 s       | 8             | 8    |
| Simonas Bilis                                                    | 100 m Freistil          | 49,16 s     | 30      | –           | –          | ausgeschieden | ausgeschieden | 30   |
| Danas Rapšys                                                     | 100 m Rücken            | 54,40 s     | 24      | –           | –          | ausgeschieden | ausgeschieden | 24   |
| Danas Rapšys                                                     | 200 m Rücken            | 1:59,58 min | 21      | –           | –          | ausgeschieden | ausgeschieden | 21   |
| Andrius Šidlauskas                                               | 100 m Brust             | 1:00,59 min | 23      | –           | –          | ausgeschieden | ausgeschieden | 23   |
| Giedrius Titenis                                                 | 100 m Brust             | 59,90 s     | 5       | 59,80 s     | 10         | ausgeschieden | ausgeschieden | 10   |
| Giedrius Titenis                                                 | 200 m Brust             | 2:12,13 min | 22      | –           | –          | ausgeschieden | ausgeschieden | 22   |
| Simonas Bilis Deividas Margevičius Danas Rapšys Giedrius Titenis | 4 × 100-m-Lagen-Staffel | 3:35,90 min | 14      | –           | –          | ausgeschieden | ausgeschieden | 14   |

### Segeln
Fleet Race
| Athleten        | Wettbewerb      | Qualifikation | Qualifikation | Medal Race    | Medal Race    | Punkte | Rang |
| Athleten        | Wettbewerb      | Punkte        | Rang          | Punkte        | Rang          | Punkte | Rang |
| --------------- | --------------- | ------------- | ------------- | ------------- | ------------- | ------ | ---- |
| Frauen          |                 |               |               |               |               |        |      |
| Gintarė Scheidt | Laser Radial    | 82            | 6             | 8             | 4             | 90     | 7    |
| Männer          |                 |               |               |               |               |        |      |
| Juozas Bernotas | Windsurfen RS:X | 278           | 26            | ausgeschieden | ausgeschieden | 278    | 26   |

### Tennis
| Athleten          | Wettbewerb | 1. Runde     | 1. Runde | 2. Runde      | 2. Runde      | Achtelfinale  | Achtelfinale  | Viertelfinale | Viertelfinale | Halbfinale    | Halbfinale    | Finale        | Finale        |               |
| Athleten          | Wettbewerb | Gegner       | Ergebnis | Gegner        | Ergebnis      | Gegner        | Ergebnis      | Gegner        | Ergebnis      | Gegner        | Ergebnis      | Gegner        | Ergebnis      |               |
| ----------------- | ---------- | ------------ | -------- | ------------- | ------------- | ------------- | ------------- | ------------- | ------------- | ------------- | ------------- | ------------- | ------------- | ------------- |
| Männer            |            |              |          |               |               |               |               |               |               |               |               |               |               |               |
| Ričardas Berankis | Einzel     | John Millman | 0:6, 0:6 | ausgeschieden | ausgeschieden | ausgeschieden | ausgeschieden | ausgeschieden | ausgeschieden | ausgeschieden | ausgeschieden | ausgeschieden | ausgeschieden | ausgeschieden |

### Turnen

#### Gerätturnen
| Athleten        | Wettbewerb    | Qualifikation | Qualifikation | Finale        | Finale        | Rang |
| Athleten        | Wettbewerb    | Punkte        | Rang          | Punkte        | Rang          | Rang |
| --------------- | ------------- | ------------- | ------------- | ------------- | ------------- | ---- |
| Männer          |               |               |               |               |               |      |
| Robert Tvorogal | Boden         | 13,866        | 42            | ausgeschieden | ausgeschieden | 42   |
| Robert Tvorogal | Pauschenpferd | 13,366        | 42            | ausgeschieden | ausgeschieden | 42   |
| Robert Tvorogal | Ringe         | 13,466        | 42            | ausgeschieden | ausgeschieden | 42   |
| Robert Tvorogal | Sprung        | 14,113        | 42            | ausgeschieden | ausgeschieden | 42   |
| Robert Tvorogal | Barren        | 13,500        | 42            | ausgeschieden | ausgeschieden | 42   |
| Robert Tvorogal | Reck          | 14,166        | 42            | ausgeschieden | ausgeschieden | 42   |